# Désertines (Mayenne)
Désertines és un municipi francès situat al departament de Mayenne i a la regió de País del Loira. L'any 2007 tenia 524 habitants.

## Demografia

### Població
El 2007 la població de fet de Désertines era de 524 persones. Hi havia 216 famílies de les quals 56 eren unipersonals (28 homes vivint sols i 28 dones vivint soles), 88 parelles sense fills i 72 parelles amb fills.
La població ha evolucionat segons el següent gràfic:
Habitants censats

### Habitatges
El 2007 hi havia 287 habitatges, 217 eren l'habitatge principal de la família, 44 eren segones residències i 26 estaven desocupats. 284 eren cases i 3 eren apartaments. Dels 217 habitatges principals, 164 estaven ocupats pels seus propietaris, 46 estaven llogats i ocupats pels llogaters i 7 estaven cedits a títol gratuït; 2 tenien una cambra, 7 en tenien dues, 22 en tenien tres, 72 en tenien quatre i 114 en tenien cinc o més. 154 habitatges disposaven pel capbaix d'una plaça de pàrquing. A 118 habitatges hi havia un automòbil i a 81 n'hi havia dos o més.

### Piràmide de població
La piràmide de població per edats i sexe el 2009 era:
| Homes | Edats   | Dones |
| ----- | ------- | ----- |
| 0     | 95 o +  | 0     |
| 0     | 90 a 94 | 4     |
| 0     | 85 a 89 | 8     |
| 0     | 80 a 84 | 8     |
| 16    | 75 a 79 | 12    |
| 24    | 70 a 74 | 16    |
| 20    | 65 a 69 | 24    |
| 20    | 60 a 64 | 12    |
| 0     | 55 a 59 | 12    |
| 12    | 50 a 54 | 20    |
| 24    | 45 a 49 | 16    |
| 12    | 40 a 44 | 4     |
| 24    | 35 a 39 | 8     |
| 16    | 30 a 34 | 28    |
| 28    | 25 a 29 | 20    |
| 20    | 20 a 24 | 8     |
| 12    | 15 a 19 | 8     |
| 24    | 10 a 14 | 4     |
| 12    | 5 a 9   | 28    |
| 12    | 0 a 4   | 16    |

## Economia
El 2007 la població en edat de treballar era de 292 persones, 221 eren actives i 71 eren inactives. De les 221 persones actives 211 estaven ocupades (125 homes i 86 dones) i 10 estaven aturades (4 homes i 6 dones). De les 71 persones inactives 37 estaven jubilades, 14 estaven estudiant i 20 estaven classificades com a «altres inactius».

### Ingressos
El 2009 a Désertines hi havia 219 unitats fiscals que integraven 534 persones, la mediana anual d'ingressos fiscals per persona era de 12.473 €.

### Activitats econòmiques
Dels 19 establiments que hi havia el 2007, 1 era d'una empresa alimentària, 2 d'empreses de fabricació d'altres productes industrials, 4 d'empreses de construcció, 5 d'empreses de comerç i reparació d'automòbils, 1 d'una empresa de transport, 4 d'empreses d'hostatgeria i restauració, 1 d'una empresa de serveis i 1 d'una empresa classificada com a «altres activitats de serveis».
Dels 8 establiments de servei als particulars que hi havia el 2009, 2 eren tallers de reparació d'automòbils i de material agrícola, 1 guixaire pintor, 2 fusteries, 1 electricista, 1 perruqueria i 1 restaurant.
Dels 3 establiments comercials que hi havia el 2009, 1 era una botiga de menys de 120 m², 1 una fleca i 1 una botiga d'equipament de la llar.
L'any 2000 a Désertines hi havia 79 explotacions agrícoles que ocupaven un total de 2.460 hectàrees.

## Equipaments sanitaris i escolars
El 2009 hi havia una escola elemental.

## Poblacions més properes
El següent diagrama mostra les poblacions més properes.